# Peire Arquier
Peire Arquier (fl. XIII-XIV secolo) è stato un trovatore occitano attivo probabilmente a cavallo tra il XIII e il XIV secolo la cui origine è alquanto oscura.
Della sua opera le Leys d'amors ci conservano solo una cobla nascosta: Cela que fo liurada per uzatge.
           Cela que fo liurada per uzatge

           A pendezo, ses tort que non havia,

           Dire nos fay mantes vets ses folatge:

           Ajudatz nos, Dieus e Santa Maria,

           E sos noms es qui la vol certamen

           Per dreg nomnar, ses tot encombramen;

           So nom hay dit tot clar e qui l'enten

           Per savi.l tenc de sen e d'auzautia.